# 청양군의회
청양군의회는 충청남도 청양군 지역을 관할하는 기초의회이다.